# イスマエル・コネ
イスマエル・ケネス・ジョルダン・コネ（Ismaël Kenneth Jordan Koné、2002年6月6日 - ）は、カナダ出身のカナダ代表サッカー選手。リーグ・アン・マルセイユ所属。ポジションはMF。

## 経歴
CFモントリオールのトップチームで数ヶ月のトレーニングを行った後、当初は「MLSの規則上のいくつかの技術的な問題」により契約を結ぶことができなかったが、2021年8月13日、正式に2年契約（オプション2年付き）をした。
しかし契約後すぐに膝を負傷し、トレーニングへの参加は制限された。
2021年のシーズン終了後、モントリオールの姉妹クラブであるボローニャFCの練習に参加した。2022年のCONCACAFチャンピオンズリーグのサントス・ラグナ戦で2月23日にプロデビューし、3-0で勝利してモントリオールでの初得点を挙げた。
2022年12月、ワトフォードFCへ4年半契約で移籍することが発表された。

### 代表
2022年3月、2022 FIFAワールドカップ・北中米カリブ海3次予選のカナダ代表に招集された。3月24日のコスタリカ戦で、ジョナサン・オソリオの代役としてデビューを飾った。

## 人物
コートジボワールのアビジャンで生まれ、幼少期にカナダに移住し、モントリオールで育ち、CSサン＝ローランでユース時代を過ごした。

## 代表歴

### 出場大会
- カナダ代表
  - 2022 FIFAワールドカップ

### 試合数
- 国際Aマッチ 16試合 2得点（2022年-）[12]

| カナダ代表 | 国際Aマッチ | 国際Aマッチ |
| 年         | 出場        | 得点        |
| ---------- | ----------- | ----------- |
| 2022       | 9           | 1           |
| 2023       | 7           | 1           |
| 2024       |             |             |
| 通算       | 16          | 2           |